# Michael Schoiswohl
Michael Schoiswohl (20. září 1858 Gußwerk – 28. února 1924 Gußwerk) byl rakouský křesťansko sociální politik, na konci 19. a počátku 20. století poslanec Říšské rady, v poválečném období poslanec rakouské Národní rady.

## Biografie
Vychodil národní školu v rodném Gußwerku. Pracoval v technickém úřadu strojírny v Gußwerku. Byl strojním rýsovačem. V roce 1878 založil školu pro rýsovače a od roku 1887 byl dozorcem v dílně v Gußwerku. Angažoval se v Křesťansko sociální straně Rakouska. Předsedal dělnickému spolku v Donawitz a katolickému čtenářskému spolku v Gußwerku. Byl poslancem Štýrského zemského sněmu.
Na konci 19. století se zapojil i do celostátní politiky. Ve volbách do Říšské rady roku 1897 získal mandát v Říšské radě (celostátní zákonodárný sbor) za všeobecnou kurii, 2. volební obvod: Bruck, Mariazell atd. Za týž obvod uspěl i ve volbách do Říšské rady roku 1901. Mandát obhájil i ve volbách do Říšské rady roku 1907, konaných poprvé podle všeobecného a rovného volebního práva, kdy byl zvolen za obvod Štýrsko 12. Usedl do poslanecké frakce Křesťansko-sociální sjednocení. Mandát obhájil za týž obvod i ve volbách do Říšské rady roku 1911 a byl členem klubu Křesťansko-sociální klub německých poslanců. Ve vídeňském parlamentu setrval až do zániku monarchie. Profesně byl k roku 1911 uváděn jako soukromník.
Po válce zasedal v letech 1918–1919 jako poslanec Provizorního národního shromáždění Německého Rakouska (Provisorische Nationalversammlung). Pak od 4. března 1919 do 9. listopadu 1920 v Ústavodárném národním shromáždění Rakouska a od 10. listopadu 1920 do 19. července 1923 byl poslancem rakouské Národní rady.